# Wągrowiecki
Wągrowiecki là một huyện thuộc tỉnh Wielkopolskie của Ba Lan. Huyện có diện tích 1040 km². Đến ngày 1 tháng 1 năm 2011, dân số của huyện là 68757 người và mật độ 66 người/km².